# Robbe farkasfalka
A Robbe farkasfalka a Kriegsmarine tengeralattjárókból álló második világháborús támadóegysége volt, amely összehangoltan tevékenykedett 1942. január 15. és 1942. január 24. között az Atlanti-óceán északi részén, Izlandtól délre. A Robbe (Fóka)  farkasfalka négy búvárhajóból állt, amelyek egy hajót sem süllyesztettek el. A tengeralattjárók nem szenvedtek veszteséget.

## A farkasfalka tengeralattjárói
| A hajó száma | Parancsnoka           | Részvétel kezdete | Részvétel vége   |
| ------------ | --------------------- | ----------------- | ---------------- |
| U–94         | Otto Ites             | 1942. január 17.  | 1942. január 24. |
| U–586        | Dietrich von der Esch | 1942. január 15.  | 1942. január 24. |
| U–587        | Ulrich Borcherdt      | 1942. január 15.  | 1942. január 24. |
| U–588        | Victor Vogel          | 1942. január 15.  | 1942. január 24. |